# Vincas Bartuška
Vincas Bartuška (Kazliškiai, 14 aprile 1901 – Wickliffe, 11 settembre 1988) è stato un calciatore lituano, di ruolo centrocampista.

## Carriera

### Club
Ha sempre giocato nel campionato lituano.

### Nazionale
Ha rappresentato la nazionale lituana in occasione delle Olimpiadi del 1924.

## Palmarès

### Club

#### Competizioni nazionali
- Campionato lituano: 1

LFLS Kaunas: 1923